# Chivucú
Chivucú (del idioma mayo Chiibu: "Amargo") es una ranchería del municipio de Navojoa ubicada en el sur del estado mexicano de Sonora, en la zona del valle del río Mayo. Según los datos del Censo de Población y Vivienda realizado en 2010 por el Instituto Nacional de Estadística y Geografía (INEGI), Chivucú tiene un total de 558 habitantes.

## Geografía
Chivucú se sitúa en las coordenadas geográficas 27°7′5″ de latitud norte y 109°23′52″ de longitud oeste del meridiano de Greenwich, a una elevación de 45 metros sobre el nivel del mar.